# Санкт Петербург
Петербург пренасочва насам.  За романа на Андрей Бели вижте Петербург (роман).
Санкт Петербург (на руски: Санкт-Петербург) е град в Северозападна Русия, административният център и най-голямото населено място в едноименния град от федерално значение Санкт Петербург, разположен при вливането на река Нева във Финския залив на Балтийско море.
Градът е наречен в чест на св. Петър – небесния покровител на царя-основател, но с течение на времето все повече се свързва с името на самия основател Петър I. Според официални документи първите години е наричан Петропол, Питерпол, Петрополис, Санкт-Питербурх, а днешното му име е въведено през 1720 г. Преименуван е 3 пъти в XX век, като носи имената Петроград (1914 – 1924) и Ленинград (1924 – 1991), а после е възвърнато днешното му име. От създаването му разговорно е наричан Питер град, Петербург, Питер. Днес градът често е наричан Северна столица на Русия.
Основан на 27 май 1703 г. от цар (после император) Петър I, Санкт Петербург е столица на Руското царство и наследилата го Руска империя в продължение на повече от 2 века (1713 – 1728, 1732 – 1918), с изключение на четиригодишния период 1728 – 1732 г., когато Петър II управлява в столицата Москва. След Октомврийската революция на 5 март 1918 г. от съображения за сигурност премиерът (председател на Съвета на народните комисари на РСФСР) Ленин окончателно премества столицата в Москва.
През 2025 г. градът има 5 652 922 жители – втори по население в страната (3,64 % от населението на Русия) след столицата Москва. Той е сред важните европейски културни и научни средища, както и главното руско пристанище на Балтийско море. Там е седалището на Конституционния съд. Често е определян като най-западния град на Русия в културен смисъл. Чисто географски това е най-северният град с население над 1 милион души в света. Историческият център е включен в списъка на световното наследство на ЮНЕСКО. В града се намира Ермитажът, който е сред най-големите музеи на изкуството в света и най-важните туристически центрове в страната.

## География

### Положение, площ, релеф
Разположен е в северозападната част на Европейска Русия, в делтата на река Нева при вливането ѝ във Финския залив на Балтийско море, както и на 42 острова в самата делта (Василевски, Петроградски, Крестовски, Аптекарски, Елагин, Гутуевски и др.). В чертите на града има над 40 реки, ръкави, протоци и около 20 изкуствени канала с обща дължина над 160 km, в т.ч. ръкавите и протоците на Нева – Болшая и Малая Нева, Болшая, Средная и Малая Невка, Фонтанка, Карповка, Мойка, Пряжка, Охта (приток на Нева), каналите – Обводни, Грибоедов, Крюков и други. Ширината на Нева в пределите на града е 340 – 650 m, а дълбочината е 14 – 23 m. Градът се намира на 669 km (по магистрала M11) от столицата Москва.
Площта на целия град е 1436 km². Със своите 5 351 935 жители (1 януари 2018) той е четвъртият по големина в Европа и най-северният град с над 1 милион жители. Административните граници на града се простират от северозапад на югоизток на разстояние от 90 km. Средната надморска височина на града в централните райони варира в границите на 1 – 5 m, в крайните северни райони – 5 – 30 m, в крайните юг-югозападни – 5 – 22 m; най-високото място в чертите на града са Дудерхофските възвишения (рус. Дудергофские высоты) в района на Красное село с максимална височина 176 m.

### Климат
Градът има влажен континентален климат с хладно лято, което се дължи на модераторски влияния на Балтийско море и неговите циклони. Лятото е типично хладно, влажно и съвсем кратко, докато зимите са дълги, студени, но често се случва да са меки. Средната дневна температура през юли е 22 °C; летният максимум е 34 °C, зимният минимум е около −27 °C. Рекордно ниската температура е −35,9 °C, регистрирана през 1883 г. Средната годишна температура е +4 °C. Средна януарска температура −7,9 °C, средна юлска 17,7 °C.
Средногодишно в Санкт Петербург има 62 слънчеви дни, преобладават облачните дни и дните с разкъсана облачност. Продължителността на деня варира от 5 h 51 min (22 декември) до 18 h 55 min (22 юни). В града се наблюдават т. нар. бели нощи. Започват от 25 – 26 май, когато слънцето се спуска на не повече от 9° зад хоризонта и вечерният сумрак практически се слива със сутрешния, и завършват на 16 – 17 юли.
За града е характерна честа смяна на движението на въздушните маси, което в значителна степен се обуславя от циклоналната дейност над Балтийско море. През лятото преобладават западни и северозападни ветрове, през зимата западни и югозападни. Веднъж-два пъти през зимата нахлуват чисто северни арктически ветрове и тогава температурата може да спадне под −25 – −30 °C. Метеорологичните станции разполагат с данни от 1722 г. Най-високата температура, отчетена в Санкт Петербург за целия наблюдаван период, е +37,1 °C, а най-ниската е била −35,9 °C.
Годишната сума на валежите е 585 mm и са максимални в края на лятото. Влажността на почвата почти винаги е висока, със склонност към заблатяване, тъй като има по-ниско изпарение, дължащо се на хладния климат. Влажността на въздуха е средно 78 %.
От декември до март има средно 122 дни със снежна покривка, която достига около 240 mm. Периодът на незамръзване продължава средно 134 дни. Градът има малко по-топъл климат, отколкото покрайнините му.
| Климатични данни за Санкт Петербург   | Климатични данни за Санкт Петербург | Климатични данни за Санкт Петербург | Климатични данни за Санкт Петербург | Климатични данни за Санкт Петербург | Климатични данни за Санкт Петербург | Климатични данни за Санкт Петербург | Климатични данни за Санкт Петербург | Климатични данни за Санкт Петербург | Климатични данни за Санкт Петербург | Климатични данни за Санкт Петербург | Климатични данни за Санкт Петербург | Климатични данни за Санкт Петербург | Климатични данни за Санкт Петербург |
| Месеци                                | яну.                                | фев.                                | март                                | апр.                                | май                                 | юни                                 | юли                                 | авг.                                | сеп.                                | окт.                                | ное.                                | дек.                                | Годишно                             |
| Абсолютни максимални температури (°C) | 8,3                                 | 10,2                                | 14,9                                | 25,3                                | 30,9                                | 34,6                                | 35,3                                | 37,1                                | 30,4                                | 21,0                                | 12,3                                | 10,9                                | 37,1                                |
| Средни максимални температури (°C)    | −3,1                                | −3,1                                | 2,0                                 | 9,3                                 | 16,0                                | 20,0                                | 23,0                                | 20,8                                | 15,0                                | 8,6                                 | 2,0                                 | −1,5                                | 9,1                                 |
| Средни температури (°C)               | −5,5                                | −5,8                                | −1,3                                | 5,1                                 | 11,3                                | 15,7                                | 18,8                                | 16,9                                | 11,6                                | 6,2                                 | 0,1                                 | −3,7                                |                                     |
| Средни минимални температури (°C)     | −8                                  | −8,5                                | −4,2                                | 1,5                                 | 7,0                                 | 11,7                                | 15,0                                | 13,5                                | 8,8                                 | 4,0                                 | −1,8                                | −6,1                                | 2,7                                 |
| Абсолютни минимални температури (°C)  | −35,9                               | −35,2                               | −29,9                               | −21,8                               | −6,6                                | 0,1                                 | 4,9                                 | 1,3                                 | −3,1                                | −12,9                               | −22,2                               | −34,4                               | −35,9                               |
| Средни месечни валежи (mm)            | 44                                  | 33                                  | 37                                  | 31                                  | 46                                  | 71                                  | 79                                  | 83                                  | 64                                  | 67                                  | 56                                  | 51                                  | 662                                 |
| ------------------------------------- | ----------------------------------- | ----------------------------------- | ----------------------------------- | ----------------------------------- | ----------------------------------- | ----------------------------------- | ----------------------------------- | ----------------------------------- | ----------------------------------- | ----------------------------------- | ----------------------------------- | ----------------------------------- | ----------------------------------- |
| Източник: Pogoda.ru.net               |                                     |                                     |                                     |                                     |                                     |                                     |                                     |                                     |                                     |                                     |                                     |                                     |                                     |

### Хидрография
По изобилие на вода градът заема първо място сред градовете на Руската федерация. Река Нева, изтичаща от Ладожкото езеро, носи водите си през него по протежение на 28 km. Средната ширина на образуваната делта е 340 – 650 m. В пределите на града текат около сто реки, рекички и потоци, чиято обща дължина достига до 282 km, а общата им площ им съставлява около 7 % от площта на града. През годините на съществуване на Санкт Петербург хидрографската мрежа на града претърпява съществени промени. Застрояването на града в ниската блатиста местност изисква изграждането на канали и изкуствени езера за отводняване и пресушаване на блатистите места. Земната маса, получена при тези работи, се използва за повишаване на височината на повърхността. В края на 19 век делтата на Нева се състои от 48 реки и канали, образуващи 101 острова. С течение на времето, при продължаващото застрояване на града много от тези водоеми губят първоначалното си значение, затлачват се и биват засипвани. През 20 век в резултат от засипването на каналите, протоците и речните ръкави, броят на островите се съкращава до 42.
Основната водна магистрала на града е река Нева; най-значителните ръкави на делтата ѝ при вливането на реката в Балтийско море са Болшая и Малая Нева, Болшая, Средняя и Малая Невка, Фонтанка, Мойка и др.; сред по-важните канали са Морския канал, Каналът на Грибоедов, Обводният канал и др. В чертите на града Нева приема водите и на пет притока, това са: отляво – Ижора, Славянка, Мурзинка; отдясно – Охта и Чорная речка. Най-големите острови в делтата на Нева са Василевския, Петроградския, Крестовския и Острова на Декабристите; най-големият остров във Финския залив е Котлин.
Силно развитата хидрографска мрежа обуславя и големия брой мостове в метрополията – около 800 (без тези на територията на промишлените предприятия), в това число 218 пешеходни и 22 подвижни. В самия Санкт Пербург мостовете са 342, останалите са в предградията. Най-дългият мост е Болшой Обуховский, известен и като Вантовия (Висящия) мост (2824 m); най-широкият – Синият мост на р. Мойка (99,5 m).
Река Нева в рамките на града обикновено замръзва през ноември-декември, разчупването на леда е през март.

### Растителност
Зелените насаждения в Санкт Птербург и неговите предградия, заедно с водните площи, заемат около 40 % от градската територия (по данни от 2002 г.) До 2000 г. на един от гражданите на Петербург се падат около 65 м2 насаждения. Общите площи на зелените насаждения привишават 31 хиляди хектара, което включва 68 парка, 166 градини, 730 обществени градини, 232 булеварда и 750 зелени улици. Парковете в града са разположени на различни ландшафтни условия: на долните и горните тераси на Финския зелив (парковете Стрелна, Петерхоф и Ломоносов), моренна равнина (парк на град Пушкин), камови хълмове (Шуваловски парк, Осиновата горичка). В основата на редица паркове са естествените гори, които са запазили своя родов състав (Сосновка, Уделен парк). Много паркове, създадени в следващите години, са разделени на територии, където дървестната растителност на практика отсъства (Московски парк на победата, Приморски парк на победата). В покрайнините на града са останали горски масиви, част от подзоната на южната тайга: Юнтолската горска дача, горски парк „Ржевский“, горски островчета по река Охта, Теленската магистрала, между река Нева и железопътната линия до Москва.
- Екатериненски парк (Царско село) в Пушкин
- Болшой (Меншиковский) дворец в Ораниенбаум
- Голям Обуховски мост над река Нева
- Московски парк „Победа“

В града съществуват седем специално защитени природни зони: три държавни природни резервати („Юндолски“, „Гладишевски“, „Северното крайбрежие на Невския залив“) и четири природни паметника („Дудерхофски височини“, „Комаровски бряг“, „Стрелнинско крайбрежие“, „Сергеевски парк“). Общия план за развитие на Санкт Петербург предвижда създаването на още пет резервата и два природни паметника.

### Екологични проблеми
По данни на Министерството на природните рисурси и екология на Руската федерация в екологичния рейтинг на основните теградове в Русия за 2011 г. Санкт Петербург заема второ място. В града действат 21 автоматични станции за мониторинг на атмосферния въздух. Емисиите във въздуха през 2009 г. съставляват 625,3 хил. тона. Количеството емисии на вредни вещества на глава от населението са 135,9 кг на година, на единица площ от 434,5 т на км², 91,9 % от всички емисии идват от транспорта. През 2009 г., в сравнение с предходната година, количеството емисии от транспорта се увеличават с 1 % от стационарните източници - 9,8 %.

## История

### Основаване. Градът през XVIII век.
Град Санкт Петербург възниква в историческата област Ингрия, населена през Средновековието с финландци. През 1611 година шведите основават на мястото на днешния град крепостта Нюеншанц. Около нея възниква град, наричан Нюен, който през 1642 година става административен център на Ингрия. Населението му по това време е предимно финландско, с по-малък брой шведи и немци. През 1656 година градът е тежко засегнат от руско нападение и центърът на Ингрия е преместен в Нарва.
В резултат на т.нар. Велика северна война (1700 – 1721) долината на р. Нева е отвоювана от Швеция и е присъединена към територията на Руската империя. Нюеншанц е превзет на 12 май 1703 година, а на 27 май руският император Петър I основава на 5 km по-близо до устието на Нева нов град, получил името Санкт Петербург. За официална дата на основаването му е приета 27 май (16 май стар стил), когато са положени основите на първото здание в града – Петропавловската крепост, изградена на Заячий остров (Заешкия остров). Новата крепост трябва да прикрива с оръдията си фарватерите по двата най-големи ръкава в делтата на реката – Нева и Болшая Невка. През 1704 г. за защита на морските граници на Русия на остров Котлин е построен фортът Кроншлот, около който впоследствие израства крепостта Кронщат. Петър I придава на новооснования град важно стратегическо значение за осигуряването на водния път от Русия към Западна Европа.
За първи проектант и главен архитект на града е привлечен 33-годишният швейцарец Доменико Трезини. Негово дело са едни от най-емблематични здания на града. Той остава да твори и да изгражда новата руска столица до края на живота си.
В началото (първите десетина години) главната част на града се намира на Городской остров (Градски остров, дн. Петроградский остров), където се намират Гостиний двор, занаятчийски и войнишки поселища и др. По-късно започва застрояването на Адмиралтейския остров, където се намират Зимния дворец и Летния дворец на Петър I с Лятната градина. През 1712 г. градът е обявен за столица на Русия, а през 1713 г. всички лица, принадлежащи към царския двор, са задължени да се преселят в новия град; тук се премества и Сенатът. През 1712 г. Петър Велики издава указ за създаването на Генерален план на Санкт Петербург, според който за център на града се избира Василевския остров. На острова, на който първоначално се намира само Меншиковският дворец (на първия генерал-губернатор на града Александър Меншиков), са построени пристанищни съоръжения, фарове и т.н.; там са построени и зданието на Дванайсетте колегии, Кунсткамерата (първия музей в Русия) и др. През 1725 г. е основана Петербургската академия на науките.
В средата на 18 век в резултат от пожари и наводнения много сгради в Санкт Петербург са унищожени или се намират в окаяно състояние (известни са два големи пожара от 1736 и 1737 г., унищожили голяма част от града). През 1737 г. с указ на императрица Анна е създадена специална градоустройствена комисия, която създава план за развитие на града в три лъча, като за композиционен център е избрана сградата на Адмиралтейството, а ролята на главна магистрала е отредена на Невския проспект. По-късно (1762 г.) тази комисия е реорганизирана и регулира застрояването на малките крайбрежни реки и каналите, формирането на архитектурните ансамбли на градските площади и т.н. На 29 юли 1731 г. е създаден Кадетския корпус, а през 1759 г. – Пажеския корпус; открити са и много училища. Санкт Петербург става един от най-големите научни центрове в Русия. Развива се и културният живот – на 30 август 1756 г. е издаден указ за създаването на първия в страната държавен театър (Александринския театър), а през 1764 г. е основана Императорската художествена академия.
Към края на века населението на Санкт Петербург надвишава 200 000 души, в него има над 60 православни черкви и 15 храма на други вероизповедания. По данни от 1780 г. в града има над 1200 улици, 3300 къщи, цялата централна градска част вече е настлана с паваж или калдъръм. През 1876 г. е създаден и орган за местно самоуправление – т. нар. Градска дума (рус. Санкт-Петербургская городская дума).

### XIX век
През първата половина на 19 век завършва оформлението на архитектурните ансамбли на Дворцовия, Сенатския, Александринския и Михайловския площад. Построени (и завършени) са много сгради, превърнали се по-късно в архитектурни паметници и символи на града, като Исакиевският събор, Смолни, Казанската катедрала и др. През 1810 г. е основано първото висше инженерно учебно заведение в Русия – Главното инженерно училище. В същото време промишлеността претърпява бурно развитие – към средата на 1830-те години в Санкт Петербург действат около 300 фабрики и заводи. През 1836 г. е построена и първата железопътна линия между Петербург и Царско село. На 18 август 1851 г. заминава първият влак от Санкт Петербург за Москва, а скоро след това връзката между двата града става редовна. През 1885 г. е завършено строителството на Морския канал и Морското пристанище.
Продължава развитието на града и като политически и научен център. През 1802 г. в него са учредени различни министерства и Държавния съвет на Руската империя. През 1839 г. тържествено е открита Пулковската обсерватория, през 1945 г. – Руското географско общество.
На 14 декември 1825 г. в Санкт Петербург избухва т. нар. Въстание на декабристите, потушено само за ден.

### ХХ век. В Съветския съюз
През 1897 г. населението на Санкт Петербург е 1 265 000 жители. Вътрешнополитическите и икономически проблеми в Русия довеждат до избухването в града на Руската революция от 1905 – 1907 г., непосредствена причина за която е т. нар. Кървава неделя. В резултат на тези вълнения се създава първия руски парламент – Държавната дума.
Към началото на Първата световна война (1914 г.) Санкт Петербург е с над 2 000 000 население, което го прави третия по големина град в Европа след Лондон и Париж. След влизането на Русия във войната, през август 1914 г., под влиянието на антигерманските настроения, името на града е официално променено на Петроград, като руското „-град“ заменя немското „-бург“. През годините на войната икономическото положение в града силно се влошава; в началото на февруари доставките на хляб са силно ограничени, което довежда до избухването на вълнения, прераснали в т. нар. Февруарска революция от 1917 г.. В резултат монархът Николай II абдикира, а Русия е обявена за република и е назначено временно правителство. Вълненията в държавата обаче не стихват и след няколко месеца, на 7 ноември (25 октомври стар стил), властта в Петроград отново е взета с оръжие, този път от болшевиките, които обявяват създаването на Руска съветска република със столица Петроград, което от своя страна довежда до избухването на Гражданска война в Русия, продължила до 1922 г. В хода на тази война, заради близостта на антиболшевишките армии, новото съветско правителство начело с В. И. Ленин се премества в Москва, а Петроград губи статута си на столица. На 26 януари 1924 г., след смъртта на Ленин, с решение на ЦК на ВКП (б) Петроград е преименуван на Ленинград.
След катастрофалните събития от 1917 – 1919 г. населението на града рязко намалява и към 1920 г. то е едва 722 000 души. Въпреки това в Ленинград се разгръща активно жилищно строителство. По целия град се строят т. нар. Дворци на културата – през 1930 г. такива има във всеки промишлен район.
На 1 декември 1934 г. в Ленинград е убит С. М. Киров, виден партиен функционер, втори в партийната йерархия на ВКП (б) след Й. В. Сталин. Неговата смърт става причина за т. нар. „Кировски поток“ – една от първите крупни политически репресии в Съветския съюз и начало на сталинските репресии изобщо.
По време на Втората световна война Ленинград е обсаден от германците от 8 септември 1941 г. до 27 януари 1944 година. По заповед на Хитлер градът е бомбардиран постоянно и лишен от хранителни запаси; близо 900-дневната блокада довежда до смъртта на близо 1 млн. души, 800 000 от които са мирни граждани. В резултат на настъплението на войските на Ленинградския и Волховския фронт на 18 януари 1943 г. блокадата е пробита за кратко, но окончателно е свалена на 27 януари 1944 г., по време на Ленинградско-Новгородската операция.
От 1947 г. в Ленинград, успоредно с възстановителните, започват интензивни строителни работи. На 15 ноември 1955 г. тържествено е открит Ленинградският метрополитен. На 6 май 1965 г. Ленинград официално получава званието „Град-герой“ (за първи път е наречен така в заповед на Сталин от 1 май 1945 г.) През 1990 г. историческият център на града е включен в списъка на световното културно и природно наследство на ЮНЕСКО.

### След разпада на Съветския съюз
При проведен референдум през 1991 г., 54 % от ленинградчаните гласуват за връщане на историческото име на града Санкт Петербург; името е върнато на 6 септември 1991 г. с указ на Президиума на Върховния съвет на РСФСР, а на 21 април 1992 г. е внесено и в конституцията на Руската федерация.

## Население
Санкт Петербург е вторият по големина град в Русия. Според преброяването през 2010 г. населението на субекта на федерацията е 4 879 566 души или 3,4 % от населението на страната. 92 % от заявилите етническа принадлежност са руснаци, други по-големи етнически групи са украинците (1,5 %), беларусите (0,9 %), татарите (0,7 %), арменците (0,7 %), евреите (0,6 %), узбеките (0,5 %).
В течение на XX век броят на населението на града преминава през няколко резки промени. От 2,4 милиона души през 1916 година то спада до по-малко от 740 хиляди през 1920 година в резултат на Революцията от 1917 година и последвалата Гражданска война. Значителни етнически малцинства – немци, поляци, финландци, естонци, латвийци – са почти напълно изселени през 30-те години. По време на Блокадата на Ленинград през 1941 – 1943 година много хора са евакуирани или загиват, като за този период населението намалява от 3 милиона на 600 хиляди души. След войната част от евакуираните се завръщат, но в града се заселват и много хора от други части на страната, като през 50-те години броят на заселилите се в града е около 3 милиона души, през 80-те години населението надхвърля 5 милиона. От 1991 до 2006 година жителите намаляват до 4,6 милиона за сметка на разрастващите се предградия.

## Управление
Санкт Петербург е субект на Руската федерация – един от трите града с федерално значение, заедно с Москва и Севастопол. Политическият живот на града е регулиран от устав, утвърден от градското законодателно събрание през 1998 година. Върховен изпълнителен орган е Правителството на Санкт Петербург, оглавявано от губернатор. Градът има еднокамарно Законодателно събрание.

### Административно деление
Санкт Петербург е град с федерално значение, който включва в състава си и други селища. В административно-териториално отношение град Санкт Петербург се дели на 18 муниципални района, които включват общо 111 муниципални образувания – 81 муниципални окръга, 9 града (Зеленогорск, Колпино, Красное село, Кронщат, Ломоносов, Павловск, Петерхоф, Пушкин, Сестрорецк) и 21 селища от градски тип.
| Карта | Райони |
| ----- | --- |
|       | 1. Адмиралтейски 2. Василеостровски 3. Виборгски 4. Калинински 5. Кировски 6. Колпински 7. Красногвардейски 8. Красноселски 9. Кронщатски 10. Курортен 11. Московски 12. Невски 13. Петроградски 14. Петродворцов 15. Приморски 16. Пушкински 17. Фрунзенски 18. Централен |

| Муниципални райони        | Площ (km2) | Население (2018 г.) | Муниципални окръзи | Други градове и сгт в адм. окръзи                                                                                           |
| ------------------------- | ---------- | ------------------- | ------------------ | --- |
| 1. Адмиралтейски          | 13,82      | 163 591             | 6                  | |
| 2. Василеостровски        | 16,70      | 209 587             | 5                  | |
| 3. Виборгски              | 115,52     | 509 592             | 8                  | Левашово, Парголово |
| 4. Калинински             | 40,18      | 538 258             | 7                  | |
| 5. Кировски               | 47,46      | 336 404             | 7                  | |
| 6. Колпински              | 102,25     | 188 688             |                    | гр. Колпино, Металострой, Петро-Славянка, Понтонни, Сапьорни, Уст Ижора                                                     |
| 7. Красногвардейски       | 56,35      | 357 906             | 5                  | |
| 8. Красноселски           | 90,49      | 383 111             | 6                  | гр. Красное село |
| 9. Кронщатски             | 19,53      | 44 401              |                    | гр. Кронщат |
| 10. Курортни              | 268,19     | 76 923              |                    | гр. Зеленогорск, гр. Сестрорецк, Белоостров, Комарово, Молодьожное, Песочни, Репино, Серово, Смолячково, Солнечное, Ушаково |
| 11. Московски             | 73,07      | 350 602             | 5                  | |
| 12. Невски                | 60,66      | 519 433             | 9                  | |
| 13. Петроградски          | 19.54      | 134 787             | 6                  | |
| 14. Петродворцови         | 107,08     | 140 949             |                    | гр. Ломоносов, гр. Петерхоф, Стрелна                                                                                        |
| 15. Приморски             | 109,90     | 565 442             | 7                  | Лиси Нос |
| 16. Пушкински             | 240,09     | 208 702             |                    | гр. Павловск, Пушкин, Александровская, Тярлево, Шушари                                                                      |
| 17. Фрунзенски            | 37,52      | 401 410             | 6                  | |
| 18. Централни             | 17,77      | 222 149             | 6                  | |
| Общо град Санкт Петербург | 1436,12    | 5 351 935           | 81                 | 9 града и 21 сгт |

## Икономика
Санкт Петербург е един от най-важните икономически центрове на Руската федерация.
Брутният вътрешен регионален продукт (ВРП) на града през 2015 г. по данни на Росстат е бил 3,024 трилиона рубли. Основните видове икономическа дейност са (в скоби – част от ВРП за 2014 г.):
- търговия на едро и дребно, ремонт на автотранспортни средства, мотоцикли, битови изделия и предмети за лично ползване (21,5 %);
- обработващи производства (19,9 %);
- операции с недвижимо имущество, наеми и предоставяне на услуги (19,3 %);
- транспорт и съобщения (11,8 %);
- здравеопазване и предоставяне на социални услуги (6 %).

Финансовият пазар на града е втори по големина регионален финансов пазар в Русия. В града действат Санкт-Петербургска валутна борса, стокова борса „Санкт-Петербург“, Фондова борса на Санкт Петербург, Санкт-Петербургска международна стоково-суровинна борса. В града са регистрирани 31 банки, както и представителства на над 100 банки от други региони.
По оценка на международната консултантска компания Mercer, през 2017 г. Санкт Петербург заема 176-о място от 231 в световния рейтинг за нивото на качество на живот в градовете.
В икономиката на Санкт Петербург през 2012 – 2017 години са привлечени около 2,8 трилиона рубли. В града на един или друг стадий на реализация се намират 2,5 хиляди инвестиционни проекта.

## Спорт
Градският стадион „Санкт Петербург“ е с капацитет 68 000 души. Реконструиран е за Световното първенство по футбол „Русия 2018“ за 550 млн. евро. Провеждат се и два тенис турнира всяка година – един за мъже и един за жени.

## Култура
През 1990 г. историческият център на града и дворцово-парковите ансамбли в предградията му (Царско село, Петерхоф, Павловск, Стрелна, Гатчина, Ораниенбаум, Ропша, Пулково, Шлиселбург и Кронщат) са включени в Списъка на световното културно и природно наследство на ЮНЕСКО.
В Санкт Петербург са живели и творили много известни личности. В Художествената академия са учили Карл Брюлов и Иля Репин. Съвременният наследник на Императорската художествена академия се казва Санктпетербургска художествена академия „Иля Репин“ в чест на Иля Репин. В Петербург Менделеев съставя Периодичната система. През 1738 г. е открита танцувалната школа, положила основите на Мариинския театър.
В Петербург са живели много известни творци като Пьотр Илич Чайковски, А.С.Пушкин, Ф.М.Достоевски, Александър Блок, Анна Ахматова, Дмитрий Шостакович и др.

## Галерия
- Петропавловската крепост
- Изглед от Дворцовия площад
- Зимният дворец нощем
- Невският проспект нощем
- Английската крайбрежна ул. с Исакиевския събор
- Николската морска катедрала
- Казанската катедрала
- Катедрала „Възкресение Христово“
- Нарвската триумфална врата на Площада на стачките
- Мариинският оперен театър
- Историческият Смолни институт, днес седалище на губернатора